# Заветный
Заве́тный — посёлок в муниципальном образовании «город Армавир» Краснодарского края. Административный центр Заветного сельского округа

## География
Посёлок расположен на левом берегу реки Уруп, в 7 км к югу от центра города Армавир, рядом с пересечением Федеральная автомобильная дорога М-29 «Кавказ» с автодорогой Армавир — Отрадная.

## История
Посёлок Заветный зарегистрирован в реестре населённых пунктов Краснодарского края 23 июня 1952 года. Этот год и считается официальной датой основания посёлка.

## Население
| 2002 | 2010  | 2012  | 2021  |
| ---- | ----- | ----- | ----- |
| 4429 | ↗4854 | ↗5254 | ↗5996 |

Национальный состав
По данным Всероссийской переписи населения 2010 года:
| Народ    | Численность, чел. | Доля от всего населения, % |
| -------- | ----------------- | -------------------------- |
| русские  | 3 331             | 68,62 %                    |
| армяне   | 1 070             | 22,04 %                    |
| цыгане   | 85                | 1,75 %                     |
| черкесы  | 79                | 1,63 %                     |
| украинцы | 74                | 1,53 %                     |
| другие   | 215               | 4,43 %                     |
| всего    | 4 854             | 100 %                      |